# ایرنا ایخلروونا
ایرنا اِیخلروونا (لهستانی: Irena Eichlerówna؛ ‏ ۱۹ آوریل ۱۹۰۸ – ۱۲ ژوئیهٔ ۱۹۹۰) بازیگر اهل لهستان بود. به او لقب «الئونورا دوزه لهستان» داده بودند.
از فیلم‌ها یا مجموعه‌های تلویزیونی که وی در آن‌ها نقش داشته است، می‌توان به گل رُز (۱۹۳۶) اشاره نمود.